# Al-Baqara

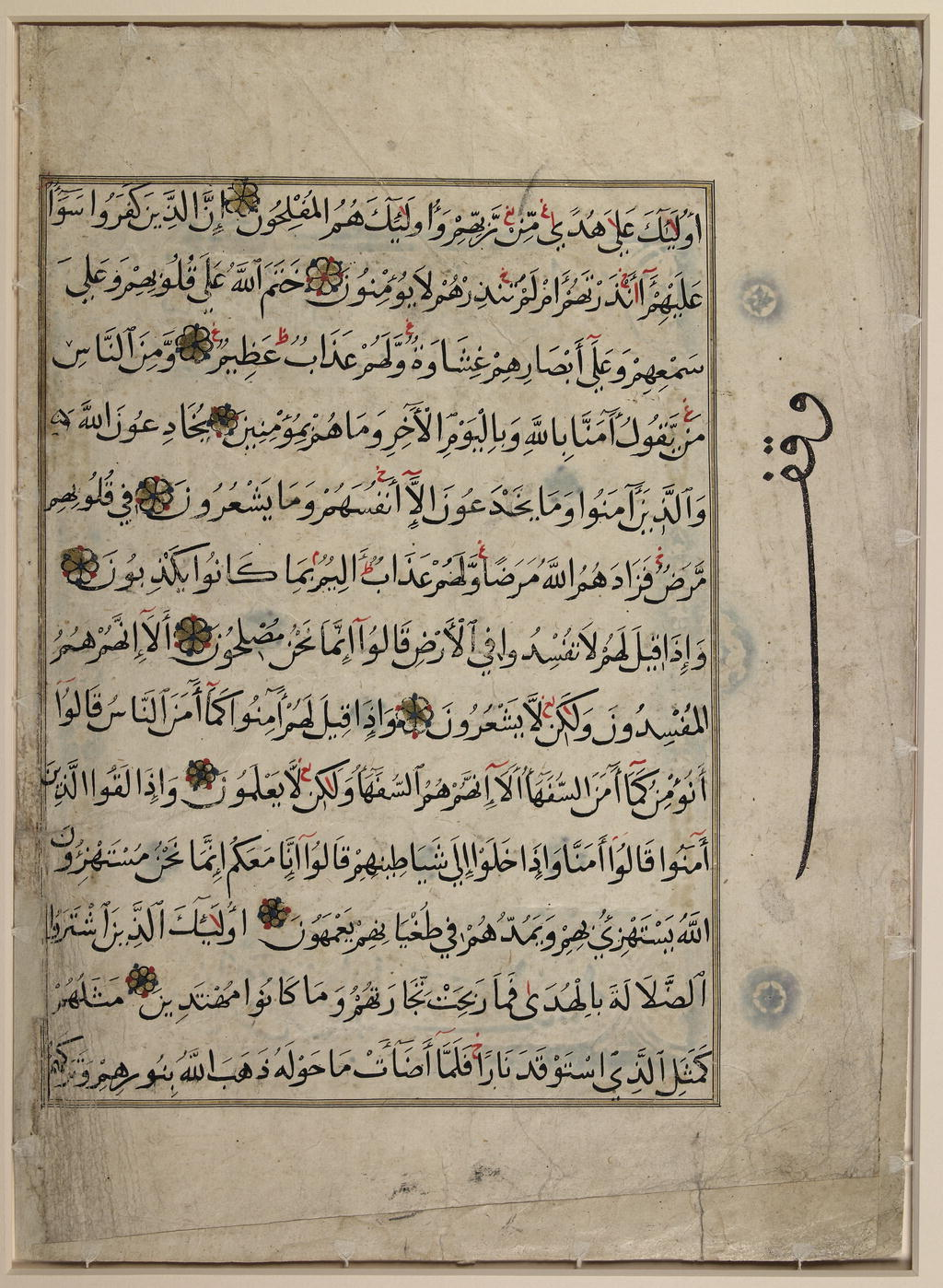
Vers 5–17.

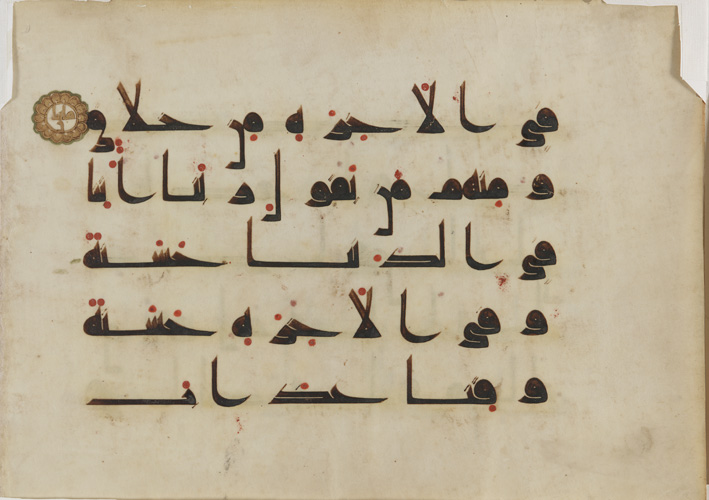
Vers 200–203

Al-Baqarah (arabiska: سورة البقرة, Sūratu al-Baqarah, "Kon") är den andra och längsta suran i Koranen. Kapitlet innehåller 286 ayat (verser) och vers 282 är den längsta i hela Koranen. Den välkända Ayat al-Kursi (vers 255) är också en del av denna sura.
Namnet på suran hänvisar till ett argument mellan profeten Musa (Mose) och israeliterna om huruvida de ska offra för att få vetskap om en mördare (se vers 67). Namnets härledning ska inte förväxlas med den välkända bibliska händelsen där Mose förbjuder dyrkan av en ko som avgud (vilket beskrivs senare i kapitlet).
Det är en medinsk sura; det mesta av dess innehåll tros ha uppenbarats under de första två åren efter hijran. Vissa delar (bland annat verserna som förbjuder ränta på lån) uppenbarades senare, och de sista tre verserna uppenbarades i Mekka. Suran behandlar många olika ämnen, bland annat viktiga frågor inom rättslag, samt återger berättelser om Adam, Mose och Abraham. Det stora temat är vägledning: vädjande till hedningarna och judarna i Medina att bli muslimer och varningar till dem om Guds vrede.
Surat Al-Baqarah innehåller ett flertal verser som behandlar ämnet krigföring. Verserna 190-194 citeras ofta angående stridernas natur inom islam.

## Ayat al-Kursi (2:255)
| ”                                                                             | Gud – det finns ingen gud utom Han, den Levande, skapelsens evige Vidmakthållare. Slummer överraskar Honom inte och inte heller sömn. Honom tillhör allt det som himlarna rymmer och det som jorden bär. Vem är den som vågar tala [för någon] inför Honom utan Hans tillstånd? Han vet allt vad [människor] kan veta och allt som är dolt för dem och av Hans kunskap kan de inte omfatta mer än Han tillåter. Hans allmakts tron omsluter himlarna och jorden. Att värna och bevara dem är för Honom ingen börda. Han är den Höge, den Härlige. | „ |
| – ur Koranens budskap i översättning av Mohammed Knut Bernström (2000), s. 54 | |   |

Ayat al-Kursi, "Tronversen", är en mycket citerad vers. Som bland annat reciteras innan man sover, då man söker skydd från Iblis (Satan) och hans anhängare hos Allah.